# Population Europe
Population Europe es una red colaborativa europea de institutos y centros de investigación demográfica fundada en 2009.

## Objetivo
Su objetivo es coordinar y fortalecer los esfuerzos de investigación y contribuir con hechos y hallazgos confiables a las discusiones públicas sobre cuestiones de población.

## La red
La red opera bajo los auspicios de la Asociación Europea de Estudios de Población (EAPS)  y cuenta con el respaldo de la Comisión Europea.
Population Europe actualmente incluye 25 institutos de investigación europeos; además colabora con instituciones que trabajan en cuestiones de población y políticas.

## Organización
La organización tiene dos ramas: el Council of Advisors y el Information Center The Council of Advisors assembles researchers. El Consejo de Asesores reúne a personas investigadoras y  el Centro de información coordina la difusión de datos demográficos sobre tendencias y políticas de población a una audiencia científica, así como al público en general. 
La secretaría de Population Europe está gestionada por la Sociedad Max Planck y su secretaría está situada en el WissenschaftsForum de Gendarmenmarkt en Berlín.